# Bryolymnia bicon
Bryolymnia bicon là một loài bướm đêm thuộc họ Noctuidae. Nó được tìm thấy ở State of Veracruz miền trung-miền đông México southward tới Costa Rica.